# Мансур, Амир
Ами́р Мансу́р (англ. Amir Mansour, при рождении Лаверн Мурер (англ. Lavern Moorer); род. 25 июля 1972 года, Уилмингтон, Делавэр, США) — американский боксёр-профессионал, выступающий в тяжёлой весовой категории. Среди профессионалов чемпион США по версиям USNBC (2017—2018) и USBA (2013—2014) в тяжёлом весе.

## Профессиональная карьера
На профессиональном ринге Мансур дебютировал в июле 1997 года. Провёл девять победных поединков, и в 2001 году сел в тюрьму за хранение наркотиков. В тюрьме провёл восемь с половиной лет и всё это время не прекращал тренироваться.

### 2010—2013
Весной 2010 года Амир был условно-досрочно освобождён. Он восстановил боксёрскую лицензию и с августа 2010 года снова начал выступать на профессиональном ринге.
В 2011 году нокаутировал в первом раунде двух крепких боксёров — Гектора Феррейро (21-9-2) и кенийца Раймонда Оченига.

#### Бой с Домиником Гуинном
19 августа 2011 года Мансур вышел на ринг с известным американским боксёром Домиником Гуинном. В бою за североамериканские титулы WBO NABO и IBF Мансур разгромно победил Гуинна по очкам.
2 декабря 2011 года Мансур нокаутировал опытного колумбийского тяжёловеса Эпифанио Мендосу.
23 декабря 2011 года Мансур был приговорён к 14 месяцам тюремного заключения за нарушение условий условно-досрочного освобождения.
За примерное поведение был освобождён 12 июля 2012 года. Снова восстановил боксёрскую лицензию и провёл бой в январе 2013 года против американца Доминика Александра. Мансур нокаутировал соотечественника в первом раунде за 26 секунд и снова вернулся в большой бокс.

#### Бой с Джейсоном Гаверном
12 апреля 2013 года Амир нокаутировал в первом раунде известного американского джорнимена Джейсона Гаверна.

#### Бой с Морисом Харрисом
23 августа 2013 года в бою за титул чемпиона США по версии USBA Мансур победил по очкам ещё одного известного американского джорнимена, Мориса Харриса.

#### Бой с Келвином Прайсом
14 декабря 2013 года встретился с американским проспектом, бывшим баскетболистом Келвином Прайсом. Прайс перед боем имел в послужном списке 14 побед и лишь одно поражение нокаутом от Деонтея Уайлдера. Прайс, чей рост составляет 201 см, доминировал в первых двух раундах за счёт джеба, но уже в третьем Мансур начал успешно сокращать дистанцию и доносить удары до цели. За 50 секунд до конца четвёртого раунда Мансур попал мощным левым хуком, а затем добавил ещё один. Потрясённый Прайс сумел пережить последующую попытку добивания и достоять до конца раунда. В конце пятого раунда Мансур встречным левым отправил Прайса в нокдаун, но не успел добить его до гонга. В шестом раунде Прайс даже смог несколько выровнять поединок, донеся рад точных попаданий, но развязка наступила уже в следующем раунде, когда Мансур попал мощнейшим правым боковым. Прайс рухнул на канвас и частично выпал за пределы ринга. Он смог с большим трудом встать и дожить до конца раунда, но его угол решил прекратить избиение и снял его с боя. Мансур победил техническим нокаутом.

#### Бой со Стивом Каннингемом
4 апреля 2014 года Мансур вышел на ринг с 37-и летним американским боксёром, бывшим чемпионом мира в первом тяжёлом весе, Стивом Каннингемом. Как и предполагалось, Мансур начал бой агрессивно, однако большинство его ударов не находили цели, но не все. В третьем раунде Каннингем поймал свою игру и начал успешно контратаковать соперника. В четвёртой трёхминутке у обоих оппонентов появились рассечения на лице, при этом у Мансура начал отекать левый глаз.
В пятом раунде Мансур достал Каннингема правым боковым и Стив оказался на полу ринга. Поднявшись, он принял на себя атаку Мансура и вновь оказался в нокдауне под конец раунда. Казалось, что исход боя предрешён, однако Стиву удалось восстановиться и в шестом раунде, он вновь заставил Мансура рассекать кулаками воздух, при этом успешно контратакуя.
В восьмом раунде левый глаз Мансура закрылся и в конце концов измученный Амир в десятом раунде, после правого прямого, и последующей серией Каннингема с наступлением, сам оказался во флеш нокдауне, опустившись на канвас одной рукой.
После финального гонга счёт на судейских записках был 97-90, 95-92, 95-92 в пользу Стива Каннингема.

#### Бой с Фредом Касси
8 ноября 2014 года встретился с крепким камерунским джорнименом Фредом Касси. Первые 6 раундов были весьма конкурентными. Касси удавалось уклоняться от опасных ударов Мансура, он менял стойки и довольно успешно контратаковал. Казалось, Мансур не может приспособиться к манере соперника. Однако во второй половине 7 раунда в ходе размена ударами у канатов Мансур попал мощнейшим правым боковым и отправил соперника в тяжёлый нокаут, тем самым нанеся Касси первое досрочное поражение в карьере.

#### Бой с Джойем Давейко
8 мая 2015 года встретился с соотечественником Джоем Давейко. Оба боксёра обещали показать зрелищный поединок, однако он вылился в тактическое противостояние двух панчеров и отличался невысоким темпом. Оба боксёра активно использовали джеб и работали на ближней дистанции. Давейко менял стойки и порой проводил неплохие, быстрые контратаки, но Мансур был активнее, что позволило ему выиграть бой единогласным решением судей со счётом 96-94, 98-92, 97-93.

#### Бой с Джеральдом Вашингтоном
13 октября 2015 года провёл бой с непобеждённым соотечественником Джеральдом Вашингтоном. Вашингтон использовал своё преимущество в росте и длине рук, работая джебом и нанося встречные удары справа, за счёт чего выиграл первые 4 раунда. В четвёртом раунде Вашингтон удачно потряс соперника апперкотом, но не стал развивать успех. Но затем он начал уставать, и вторая половина боя прошла под контролем более свежего Мансура, который нанёс немало точных попаданий по корпусу, хотя Вашингтон минимизировал ущерб от его попаданий за счёт клинчей. Бой продлился отведённые 10 раундов, по итогам которых судьи объявили ничью: 97-93 Вашингтону, 96-94 Мансуру и 95-95. Толпа освистала решение. Некоторые обозреватели сочли, что Мансур выиграл как минимум 6 раундов и заслужил победу. Вашингтон также не согласился с ничьей, посчитав, что сделал достаточно, чтобы выиграть бой.

#### Бой с Домиником Бризилом
23 января 2016 года состоялся бой Мансура за вакантный титул чемпиона по версии WBC Continental Americas с непобеждённым Домиником Бризилом. Хотя Мансур был на 13 лет старше соперника и уступал ему 16 см в росте, он доминировал в бою и выиграл первые пять раундов. В третьем раунде Мансур точным правым хуком отправил соперника в нокдаун. Однако Мансур не вышел на шестой раунд, и Бризил победил отказом соперника от продолжения боя. На момент остановки Мансур лидировал по карточкам всех трёх судей со счётом 50-44. Первоначально в качестве причины отказа называли перелом челюсти, предположительно полученный Мансуром в пятом раунде, однако он опроверг это, заявив, что во втором раунде после пропущенного удара случайно раскусил язык, который держал между зубами, из-за чего тот опух и начал кровоточить. Из-за невозможности нормально дышать Мансур был вынужден прекратить бой.

#### Бой с Трэвисом Кауффманом
17 марта 2017 года в поединке за вакантный титул чемпиона США в тяжёлом весе по версии WBC (USNBC) встретился с 31-летним Трэвисом Кауффманом. Начало поединка осталось за Кауффманом, который во втором раунде потряс Мансура ударом с правой. В четвёртом раунде у обоих соперников было много хороших попаданий. Но затем более атлетичный и лёгкий на ногах Мансур начал перехватывать инициативу. В девятом раунде он успешно потряс уставшего соперника. По итогам 12 раундов судьи решением большинства (117—111, 115—113, 114—114) отдали победу Мансуру. Тем самым Мансур прервал серию из 13 побед подряд, имеющуюся у Кауффмана до боя.

## Таблица профессиональных поединков
В таблице перечислены результаты всех поединков боксёров.
В каждой строке указан результат поединка. Дополнительно номер поединка обозначен цветом, который обозначает итог поединка. Расшифровка обозначений и цветов представлена в нижеследующей таблице.
| Пример | Расшифровка                     |
| ------ | ------------------------------- |
|        | Победа                          |
|        | Ничья                           |
|        | Поражение                       |
|        | Планируемый поединок            |
|        | Поединок признан несостоявшимся |
| КО     | Нокаут                          |
| ТКО    | Технический нокаут              |
| PTS    | Решение судей (по очкам)        |
| UD     | Единогласное решение судей      |
| MD     | Решение большинства судей       |
| SD     | Раздельное решение судей        |
| RTD    | Отказ от продолжения боя        |
| DQ     | Дисквалификация                 |
| NC     | Поединок признан несостоявшимся |

| Бой | Рекорд   | Дата            | Соперник                    | Место боя                                            | Результат       | Комментарии |  |
| --- | -------- | --------------- | --------------------------- | ---------------------------------------------------- | --------------- | --- |  |
| 29  | 23-4-1-1 | 9 марта 2019    | Эфе Аджагба (7-0)           | Dignity Health Sports Park, Карсон, Калифорния, США  | RTD 2 (8), 3:00 | |  |
| 28  | 23-3-1-1 | 8 сентября 2018 | Филип Хргович (5-0)         | Арена Загреб, Загреб, Хорватия                       | KO3 (10), 3:09  | Бой за вакантный титул чемпиона по версии WBC International в тяжёлом весе.                                             |  |
| 27  | 23-2-1-1 | 27 ноября 2017  | Сергей Кузьмин (11-0)       | ГКЦЗ «Россия», Москва, Россия                        | NC3 (12), 2:45  | Бой за вакантный титул чемпиона по версии WBC International в тяжёлом весе.                                             |  |
| 26  | 23-2-1   | 17 марта 2017   | Трэвис Кауффман (31-1)      | Santander Arena, Рединг, Пенсильвания, США           | MD (12)         | Счёт: 117-111, 115-113, 114-114. Завоевал вакантный титул чемпиона США (USNBC).                                         |  |
| 25  | 22-2-1   | 23 января 2016  | Доминик Бризил (16-0)       | Стэйплс-центр, Лос-Анджелес, Калифорния, США         | RTD5 (10), 3:00 | Бой за вакантный титул WBC Continental Americas. Бризил в нокдауне в 3-м раунде.                                        |  |
| 24  | 22-1-1   | 13 октября 2015 | Джеральд Вашингтон (16-0)   | Little Creek Casino Resort, Вашингтон, США           | SD (10)         | 93-97, 96-94, 95-95. |  |
| 23  | 22-1     | 8 мая 2015      | Джой Давейко (14-3-2)       | 2300 Arena, Филадельфия, Пенсильвания, США           | UD (10)         | 96-94, 98-92, 97-93. Завоевал вакантный титул чемпиона штата Пенсильвания.                                              |  |
| 22  | 21-1     | 8 ноября 2014   | Фред Касси (18-2)           | Sands Casino Resort, Белхелем, Пенсильвания, США     | KO7 (10), 2:17  | |  |
| 21  | 20-1     | 4 апреля 2014   | Стив Каннингем (26-6)       | Liacouras Center, Филадельфия, Пенсильвания, США     | UD (10)         | Потерял титул чемпиона США по версии USBA. Каннингем два раза в нокдауне в 5-м раунде. Мансур в нокдауне в 10-м раунде. |  |
| 20  | 20-0     | 14 декабря 2013 | Келвин Прайс (14-1)         | Resorts Casino Hotel, Атлантик-Сити, Нью-Джерси, США | RTD7 (10), 3:00 | Прайс в нокдауне в 5-м и 7-м раундах.                                                                                   |  |
| 19  | 19-0     | 23 августа 2013 | Морис Харрис (26-17-2)      | Dover Downs Hotel & Casino, Довер, Делавэр, США      | UD (12)         | Выиграл титул чемпиона США по версии USBA. Защитил титул WBF Intercontinental (2-я защита Мансура).                     |  |
| 18  | 18-0     | 12 апреля 2013  | Джейсон Гаверн (21-13-4)    | Dover Downs Hotel & Casino, Довер, Делавэр, США      | TKO1 (12), 2:43 | Защитил титул WBF Intercontinental (1-я защита Мансура).                                                                |  |
| 17  | 17-0     | 25 января 2013  | Доминик Александр (23-15-1) | Dover Downs Hotel & Casino, Довер, Делавэр, США      | KO1 (10), 1:21  | |  |
| 16  | 16-0     | 2 декабря 2011  | Эпифанио Мендоса (32-12-1)  | Dover Downs Hotel & Casino, Довер, Делавэр, США      | TKO6 (10), 1:17 | Выиграл вакантный титул WBF Intercontinental.                                                                           |  |
| 15  | 15-0     | 19 августа 2011 | Доминик Гуинн (33-7-1)      | Dover Downs Hotel & Casino, Довер, Делавэр, США      | UD (10)         | 100-90, 100-90, 99-91. Выиграл вакантный титул IBF North American и временный титул WBO NABO.                           |  |
| 14  | 14-0     | 27 мая 2011     | Рэймонд Очиенг (23-13-3)    | Dover Downs Hotel & Casino, Довер, Делавэр, США      | TKO1 (10), 1:45 | Выиграл вакантный титул WBF Intercontinental.                                                                           |  |
| 13  | 13-0     | 2 апреля 2011   | Гектор Феррейро (21-9-2)    | Бэллис, Атлантик-Сити, Нью-Джерси, США               | TKO1 (8), 2:08  | |  |
| 12  | 12-0     | 25 февраля 2011 | Алексис Мехиас (11-6)       | Dover Downs Hotel & Casino, Довер, Делавэр, США      | KO2 (8), 0:35   | |  |
| 11  | 11-0     | 3 декабря 2010  | Джозеф Работте (9-14-1)     | Dover Downs Hotel & Casino, Довер, Делавэр, США      | KO3 (8), 1:04   | |  |
| 10  | 10-0     | 27 августа 2010 | Сэмюэль Браун (4-6-2)       | Dover Downs Hotel & Casino, Довер, Делавэр, США      | KO2 (6), 1:31   | |  |